# Robert Carter (baloncestista)
Robert Lawrence Carter Jr.  (Thomasville, Georgia, 4 de abril de 1994) es un jugador de baloncesto estadounidense que pertenece a la plantilla del Bnei Herzliya de la Ligat ha'Al. Con 2,06 metros de estatura, juega en la posición de ala-pívot.

## Trayectoria deportiva

### Universidad
Jugó durante dos temporadas con los Yellow Jackets del Instituto de Tecnología de Georgia, en las que promedió 10,5 puntos, 7,4 rebotes y 1,0 asistencias por partido. En junio de 2014 fue transferido a los Terrapins de la Universidad de Maryland, donde tras cumplir el preceptivo año en blanco que impone la NCAA en las transferencias de jugadores, disputó una temporada, promediando 12,3 puntos y 6,9 rebotes por encuentro. Tras esa temporada, se declaró elegible para el Draft de la NBA, renunciando a su último año de universidad.

### Profesional
Tras no ser elegido en el Draft de la NBA de 2016, jugó con los Golden State Warriors en las Ligas de Verano de la NBA, disputando cinco partidos en los que promedió 6,2 puntos y 2,4 rebotes.
El 30 de julio de 2016 fichó por el equipo italiano del Enel Brindisi. En su primera temporada promedió 13,0 puntos, 6,6 rebotes y 1,6 asistencias por partido.
En 2019, se marcha a Japón para jugar en las filas del Shimane Susanoo Magic de la B.League.
En la temporada 2020-21, juega en las filas del Yokohama B-Corsairs de la B.League, promediando 17 puntos, 7 rebotes y 3 asistencia por partido. 
El 20 de junio de 2021, firma por el San-en NeoPhoenix de la B.League, siendo su tercera temporada consecutiva en Japón.
En la temporada 2022-23, firma por el Bnei Herzliya de la Ligat ha'Al.